# Юханссон, Карл Эдвард

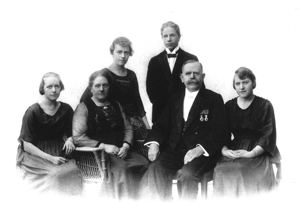
Карл Эдвард, его жена Маргарета и их четверо детей (слева направо); Эльза, Сигне, Эдвард и Гертруда. Фото около 1930 года

Карл Эдвард Йоханссон (1864–1943) – шведский изобретатель и учëный.

## Биография
Карл Эдвард Йоханссон был сыном рабочего лесозаготовок Йохана Йоханссона и его жены Каролины Раск. После окончания школы он в 18 лет уехал в США, где в течение трех лет, работая в мастерских, проходил практику в машиностроении, а также учился в колледже Густава Адольфа в Санкт-Петербурге, Миннесота. В 1885 году Йоханссон вернулся на родину, устроился работать в механическую мастерскую в Эскильстуне и прошел там техническое обучение.
С 1888 года Йоханссон работал на городском оружейном заводе Карла Густава и окончил карьеру там в 1890 году в качестве мастера по контролю коррозии металла. Ему было поручено руководство заводским производством специальных машин, инструментов и мер контроля. Там он и заинтересовался проблематикой точных измерений.
На оружейном заводе использовали несколько разных шаблонов, чтобы детали стрелкового оружия определенной серии моделей были максимально похожи. Но не было действительно хорошей и универсальной системы измерений, которую можно было бы рационально использовать для контрольных измерений и калибровки различных типов измерительных приборов, а также использовать при измерении деталей. Йоханссон много работал над этой проблемой и подсчитал, что набор измерений, состоящий всего из 102 так называемых концевых мер длины, разделённых на серии с разной степенью точности, может дать не менее около 20 000 различных значений измерений с разницей измерений в размере всего 0,01 мм. У компании, в которой он работал, не было достаточно хорошей шлифовальной машины, чтобы произвести необходимые для Йоханссона детали, поэтому он переоборудовал швейную машину  "Зингер" своей жены в высококачественную шлифовальную машину и шлифовал детали дома по вечерам, после работы.
К концу 1896 года ему, наконец, удалось отшлифовать 102 калибра с точностью до тысячных долей миллиметра и заставить систему калибров работать так, как он задумал.
В 1896 году Йоханссон изобрел набор концевых мер длины, также известный как «Блоки Джо» («измерительные блоки Йоханссона»). Он получил свой первый шведский патент № 17017 под названием «Наборы концевых мер длины для прецизионных измерений» 2 мая 1901 года после долгих споров с Патентным ведомством, которое утверждало, что измерительные приборы уже существуют.
В патенте № 17017 описан набор прокладок, разделенный на 3 серии: 49+49+4, всего 102 прокладки, а также серия из 9 прокладок размерами 1,001...1,009 мм.
Йоханссон также стоял за нынешним разделением размеров на так называемые классы допусков и стандартизированные зазоры и захваты в области метрологии, что стало революцией в машиностроении и до сих пор используется для классификации деталей, которые должны подходить друг к другу с адекватной точностью.
Первый набор прокладок CEJ в Америке был продан Генри М. Лиланду из Cadillac Automobile Co. примерно в 1908 году.
В 1911 году Йоханссон основал шведскую компанию CE Johansson AB (CEJ AB), Эскильстуна, Швеция.

Существуют только два человека, перед которыми я снимаю шляпу. Первый - президент Соединённых Штатов, второй — мистер Йоханссон из Швеции.— Генри Лиланд, примерно 1920 г.
Измерительные инструменты Йоханссона произвели революцию в промышленном производстве, создав общий стандарт измерения для всего производственного процесса.
В конце своей карьеры, в 1923 году, Йоханссон начал работать на Генри Форда в Ford Motor Company в Дирборне, штат Мичиган. Форд купил всю американскую компанию CE Johansson Inc., которую изобретатель основал в 1918 году в Покипси, штат Нью-Йорк, и всё оборудование было перевезено в Дирборн. Некоторые из шведских сотрудников Йоханссона, работавших в Покипси, также были наняты Фордом. В возрасте 72 лет Йоханссон решил уйти в отставку и вернулся в Швецию. За свою жизнь он пересёк Атлантический океан 22 раза и провёл много времени в Америке.
Йоханссон получил ряд наград и почестей, в том числе большую золотую медаль Шведской королевской академии инженерных наук, посмертно в 1943 году.

## Йоханссон и определение дюйма
В 1910-х годах определения дюйма в США и Великобритании различались: дюйм США определялся как 25,4000508 мм (при эталонной температуре 68 °F (20 °C)), а британский дюйм на уровне 25,399977 мм (при эталонной температуре 62 °F (17 °C)). Когда в 1912 году Йоханссон начал производить измерительные наборы дюймовых размеров, компромисс заключался в том, чтобы  калибровочные блоки имели унифицированный номинальный размер 25,4 мм при эталонной температуре 20 градусов Цельсия с точностью до нескольких частей на миллион обоих официальных определений. Поскольку наборы Йоханссона стали настолько популярны, что де-факто превратились в стандарт для производителей в обеих странах, это привело к тому, что отраслевые индустриальные ассоциации приняли 25,4 мм Йоханссона в качестве стандартного «промышленного дюйма» как в Великобритании (1930 г.), так и в США (1933 г.). Когда англоязычные страны совместно подписали Международное соглашение о ярдах и футах 1959 года, дюйм был зафиксирован на уровне 25,4 мм во всем мире, что фактически закрепило то, что уже стало обычной практикой.

## Семья
Йоханссон женился на Маргарете Андерссон в 1896 году. У них было четверо детей: Эльза, Сигне, Эдвард и Гертруда.